# Maurice Banide

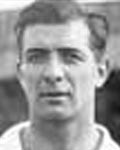
Banide als Spieler

Maurice Banide (* 19. Mai 1905 in Montpellier; † 20. Mai 1995) war ein französischer Fußballspieler und -trainer.

## Vereinskarriere
Der 180 Zentimeter große Mittelfeldspieler Banide gehörte ab 1925 der Elf des Hauptstadtklubs AS Française Paris an und spielte anschließend für einen weiteren Pariser Verein, bevor er in der Saison 1928/29 zur elsässischen AS Strasbourg wechselte. Mit dieser trat er im nationalen Pokal an, wenn auch ohne großen Erfolg. 1930 ging er zum regionalen Rivalen FC Mulhouse, der einen national renommierten Verein darstellte. Er war Teil einer Mannschaft, die 1932 die Coupe Sochaux gewann und Aufnahme in der im selben Jahr als landesweite erste Liga unter Profibedingungen geschaffenen Division 1 fand. Allerdings kehrte er dem Verein zu dieser Zeit den Rücken und unterschrieb beim ebenfalls qualifizierten Club Français Paris, womit er in die Hauptstadt zurückkehrte.
Beim Club Français konnte sich Banide einen Stammplatz erkämpfen, musste aber schon 1933 den Abstieg in die zweite Liga hinnehmen. Die zweithöchste Spielklasse wurde 1933 und damit ein Jahr nach der obersten Liga auf landesweiter Ebene eingeführt, womit Banide zu den Pionieren beider Ligen zählt. Mit seinem Wechsel zu Racing Paris schaffte er 1934 die Rückkehr in die Erstklassigkeit. Bei Racing erkämpfte er sich einen Stammplatz und war Teil einer Elf, die 1936 nicht nur Meister wurde, sondern überdies auch den Einzug ins nationale Pokalfinale 1936 erreichte. Bei der Endspielbegegnung stand er auf dem Platz und konnte dank eines 1:0-Siegs gegen den FCO Charleville den Gewinn der Trophäe feiern. In den nachfolgenden beiden Spielzeiten konnte keiner der beiden Titel erneut geholt werden. Während der Saison 1938/39 büßte Banide seinen Stammplatz ein und hatte so keinen Anteil mehr am Pokalsieg, den sich seine Teamkollegen durch einen 3:1-Finalsieg gegen Olympique Lille sicherten. 1939 beendete er mit 34 Jahren nach 125 Erstligapartien mit fünf Toren sowie 24 Zweitligapartien mit zwei Toren und weiteren Jahren zuvor im Amateurbereich seine aktive Laufbahn.

## Nationalmannschaft
Banide wurde in den französischen Kader zum olympischen Fußballturnier 1928 in Amsterdam berufen, kam aber nicht zum Einsatz. Sein Debüt für die französische Nationalelf gab er rund ein halbes Jahr später, als der damals 23-Jährige am 24. Februar 1929 bei einem 3:0-Sieg gegen Ungarn auf dem Platz stand. Dabei war er gleich als Torschütze erfolgreich, indem er in der 23. Minute den Führungstreffer erzielte; dies blieb zugleich sein einziger Treffer im Nationaldress. Es folgten regelmäßig weitere Berufungen, doch gehörte er letztlich nicht dem Aufgebot zur Weltmeisterschaft 1930 an. Es folgte eine mehr als dreijährige Pause, bevor er am 6. Dezember 1933 bei einer 1:4-Niederlage gegen England wieder für Frankreich spielte, obwohl er auf Vereinsebene in die zweite Liga abgerutscht war. Am 12. Januar 1936 absolvierte er bei einer 1:6-Niederlage gegen die Niederlande sein neuntes und zugleich letztes Länderspiel. Seine Laufbahn in der Nationalelf hatte somit fast sieben Jahre angedauert.

## Trainerkarriere
1948 übernahm der frühere Profi das Traineramt beim Viertligisten Chamois Niort, dem er nur ein Jahr später zum Aufstieg in die Drittklassigkeit verhelfen konnte. Nach seinem 1950 beendeten Engagement in Niort trainierte er in den 1950er-Jahren die AS Poissy.